# Oxiracetam
Oxiracetam (vývojové krycí jméno ISF 2522) je nootropní látka ze skupiny racetamů, známá svými potenciálními účinky na zlepšení kognitivních funkcí, zejména paměti a učení. Chemicky je derivátem piracetamu s přidruženou hydroxylovou skupinou, což může ovlivňovat jeho farmakologické vlastnosti.

## Mechanismus účinku
Přesný mechanismus účinku oxiracetamu není zcela objasněn. Předpokládá se, že ovlivňuje neurotransmiterové systémy v mozku, zejména modulací glutamátových receptorů typu AMPA a NMDA, což může vést ke zlepšení synaptické plasticity a kognitivních funkcí. Některé studie naznačují, že oxiracetam může zvyšovat energetický metabolismus neuronů a chránit je před poškozením způsobeným oxidačním stresem.

## Bezpečnost a vedlejší účinky
Studie naznačují, že oxiracetam je obecně dobře snášen i při dlouhodobém podávání vysokých dávek. Mezi možné vedlejší účinky patří nespavost, bolest hlavy, gastrointestinální obtíže a nervozita. Při užívání oxiracetamu je důležité dbát opatrnosti u pacientů s poruchou funkce ledvin, vzhledem k jeho renální eliminaci.

## Klinické využití
Oxiracetam byl zkoumán pro své potenciální přínosy u pacientů s kognitivními poruchami různého původu, včetně vaskulární demence a Alzheimerovy choroby. Studie na zvířecích modelech vaskulární demence ukázaly, že oxiracetam může zlepšovat prostorové učení, paměť a snižovat neuronální poškození prostřednictvím modulace apoptózy a autofagie neuronů.
Další výzkumy naznačují, že oxiracetam může mít neuroprotektivní účinky tím, že snižuje aktivaci mikroglie a produkci prozánětlivých molekul indukovaných amyloidem beta, což je relevantní pro Alzheimerovu chorobu.
Klinické studie u lidí ukázaly, že oxiracetam může zmírňovat fyzické a psychiatrické symptomy u pacientů s primární degenerativní a multi-infarktovou demencí.

## Subjektivní účinky a zkušenosti uživatelů
Uživatelé oxiracetamu často popisují následující subjektivní účinky:
- Zlepšení koncentrace: Mnozí uživatelé uvádějí zvýšenou schopnost soustředit se na náročné úkoly po delší dobu. Tento efekt může být užitečný zejména při studiu nebo při práci vyžadující intenzivní mentální úsilí.
- Posílení paměti: Oxiracetam je často spojován s lepší schopností pamatovat si informace, a to jak krátkodobě, tak dlouhodobě. Uživatelé si všímají snadnějšího zapamatování nových faktů nebo připomenutí dříve naučených konceptů.
- Mentální jasnost: Někteří uživatelé popisují pocit zvýšené mentální ostrosti a jasnosti, což jim umožňuje lépe řešit složité problémy.
- Mírná stimulace: Na rozdíl od tradičních stimulantů, jako je kofein, oxiracetam poskytuje jemnou stimulaci bez pocitu neklidu nebo "nervozity". Tento efekt je vnímán jako příjemný a vyrovnaný.
- Zvýšená motivace: Dalším často uváděným efektem je větší chuť pustit se do úkolů nebo pracovat na složitých projektech. Tento efekt může být užitečný při nízké produktivitě.
- Zlepšení verbální komunikace: Někteří uživatelé zaznamenali snazší vyjadřování myšlenek a lepší plynulost při mluvení, což může být užitečné například při prezentacích nebo sociálních interakcích.
- Minimalizace mentální únavy: Oxiracetam může pomáhat při zvládání mentální únavy po dlouhých hodinách kognitivního úsilí, což přispívá k delší výkonnosti.

Je důležité poznamenat, že tyto účinky jsou založeny na subjektivních zkušenostech uživatelů a mohou se lišit v závislosti na individuální citlivosti a dávkování. Zatímco mnoho uživatelů hlásí pozitivní efekty, neexistují dostatečné vědecké důkazy, které by potvrdily všechny tyto zkušenosti v kontrolovaných podmínkách.

## Farmakokinetika
Oxiracetam se dobře vstřebává z gastrointestinálního traktu s biologickou dostupností mezi 56–82 %. Maximálních plazmatických koncentrací dosahuje během 1–3 hodin po perorálním podání dávky 800 mg nebo 2000 mg. Přibližně 84 % podané dávky je vyloučeno močí v nezměněné formě. Poločas eliminace u zdravých jedinců je přibližně 8 hodin, u pacientů s renální insuficiencí se může prodloužit na 10–68 hodin.

## Regulační status
Oxiracetam není schválen pro lékařské použití Úřadem pro kontrolu potravin a léčiv (FDA) ve Spojených státech. Jeho dostupnost a schválení pro klinické použití se liší v závislosti na legislativě jednotlivých zemí.
- Česká republika: Oxiracetam není registrován jako léčivý přípravek a není běžně dostupný pro lékařské použití. Jeho prodej spadá do kategorie doplňků stravy nebo výzkumných chemikálií.
- Evropská unie: Regulační status oxiracetamu se v jednotlivých členských státech EU liší. V některých zemích je k dispozici jako nootropikum bez lékařského předpisu, zatímco jinde je klasifikován jako léčivo a jeho distribuce podléhá přísným pravidlům.
- Spojené státy: Oxiracetam je považován za látku pro výzkumné účely a jeho prodej jako doplněk stravy je omezený. FDA jej neschválil pro žádné terapeutické indikace.
- Kanada: Oxiracetam není registrován jako léčivo a jeho prodej je omezený, obvykle se prodává jako výzkumná chemikálie.
- Austrálie: V Austrálii je oxiracetam regulován a jeho prodej je možný pouze na základě lékařského předpisu, pokud je vůbec schválen k použití.
- Čína a Rusko: V některých zemích, jako je Čína nebo Rusko, je oxiracetam dostupný jako léčivo a používá se pro léčbu kognitivních poruch, zejména u starších pacientů.
- Japonsko: V Japonsku je oxiracetam méně běžný a není schválený pro lékařské použití, ale může být dostupný prostřednictvím specializovaných distributorů.

Tento regulační status může být předmětem změn v závislosti na aktualizacích legislativy a nových studiích podporujících jeho účinnost a bezpečnost.

## Závěr
Oxiracetam představuje slibnou nootropní látku s potenciálem zlepšovat kognitivní funkce a poskytovat neuroprotektivní účinky. Přestože výsledky preklinických a klinických studií jsou povzbudivé, je zapotřebí dalšího výzkumu k plnému pochopení jeho mechanismů účinku a stanovení optimálních terapeutických indikací.